# Manas (přítok jezera Manas)
Manas je řeka v autonomní oblasti Sin-ťiang na západě ČLR. Je 402 km dlouhá.

## Průběh toku
Pramení z ledovců a sněžných polí v masivu Iren-Chabyrga. Je to nejvýznamnější řeka na severním svahu Východního Ťan-šanu. V horách protéká v hluboké a úzké dolině. Na středním a dolním toku teče Džungarskou rovinou. Ústí do jezera Manas (Iche-Chak). Do 40. let 20. století řeka ústila do jezera Ajran-kul.

## Vodní režim
Průměrný dlouhodobý průtok vody v podhorské rovině činí 34 m³/s. V létě má vyšší stav vody.

## Využití
Využívá se na zavlažování. Část vody je převáděna na západ do sousedních povodí s malým množstvím vody (Chorgos aj.).

## Osídlení
Největším městem na Manasu je Š’-che-c’.